# Réka Luca Jani
Réka Luca Jani (ur. 31 lipca 1991 w Siófoku) – węgierska tenisistka.

## Kariera tenisowa
Swoją karierę rozpoczęła we wrześniu 2008 roku, biorąc udział z dziką kartą w niewielkim turnieju cyklu ITF w Budapeszcie, w którym przegrała już w pierwszej rundzie z Rumunką Iriną Begu. Dwa tygodnie później wygrała kwalifikacje do podobnego ranga turnieju w Sofii, a w turnieju głównym dotarła aż do finału, w którym uległa Ukraince Alonie Sotnikowej. W kwietniu 2009 roku wygrała swój pierwszy turniej deblowy w Hvarze a we wrześniu pierwszy singlowy, w Budapeszcie. W następnych latach grała w wielu turniejach rangi ITF, co w sumie dało efekt dwudziestu pięciu wygranych turniejów singlowych i trzydziestu czterech deblowych.
Z turniejami cyklu WTA po raz pierwszy zetknęła się w lipcu 2009 roku, biorąc udział w kwalifikacjach do turnieju Budapeszcie, ale w decydującym o awansie meczu przegrała z Gruzinką Margalitą Czachnaszwili. Sztuka ta udała się jej dwa lata później, kiedy to wygrała kwalifikacje do tego samego turnieju, pokonując w trzeciej rundzie kwalifikacji Ukrainkę Irynę Buriaczok i po raz pierwszy zagrała w turnieju głównym. W pierwszej rundzie turnieju głównego trafiła na drugą Ukrainkę, Łesię Curenko i po zaciętym boju przegrała w trzech setach. Pod koniec sierpnia tego samego roku wzięła udział w kwalifikacjach do wielkoszlemowego US Open i pokonując po drodze takie zawodniczki jak: Iryna Brémond, Camila Giorgi i Lu Jingjing awansowała do turnieju głównego. Przegrała w nim w pierwszej rundzie z Amerykanką Sloane Stephens.
Sukcesy z 2011 roku pozwoliły tenisistce na osiągnięcie po raz pierwszy w karierze drugiej setki światowego rankingu WTA.
W zawodach cyklu WTA Tour Węgierka osiągnęła jeden finał zawodów w grze podwójnej. Awansowała też do dwóch finałów w turniejach deblowych w cyklu WTA 125.
Tenisistka reprezentowała również Węgry w rozgrywkach Pucharu Billie Jean King.

## Finały turniejów WTA
| Legenda                     | Legenda |
| --------------------------- | ------- |
| Wielki Szlem                |         |
| Igrzyska olimpijskie        |         |
| WTA Tour Championships      |         |
| 2009 – 2020                 |         |
| WTA Premier Mandatory       |         |
| WTA Premier 5               |         |
| WTA Premier                 |         |
| WTA International Series    |         |
| WTA 125K series (2012–2020) |         |
| od 2021                     |         |
| WTA 1000 (obowiązkowe)      |         |
| WTA 1000 (nieobowiązkowe)   |         |
| WTA 500                     |         |
| WTA 250                     |         |
| WTA 125                     |         |

### Gra podwójna 1 (0–1)
| Końcowy wynik | Nr | Data            | Turniej       | Nawierzchnia | Partnerka   | Przeciwniczki                    | Wynik finału |
| ------------- | -- | --------------- | ------------- | ------------ | ----------- | -------------------------------- | ------------ |
| Finalistka    | 1. | 4 sierpnia 2016 | Florianópolis | Twarda       | Tímea Babos | Ludmyła Kiczenok Nadija Kiczenok | 3:6, 1:6     |

## Finały turniejów WTA 125

### Gra pojedyncza 1 (0-1)
| Końcowy wynik | Nr | Data             | Turniej   | Nawierzchnia | Przeciwniczka      | Wynik finału |
| ------------- | -- | ---------------- | --------- | ------------ | ------------------ | ------------ |
| Finalistka    | 1. | 18 września 2022 | Bukareszt | Ceglana      | Irina-Camelia Begu | 3:6, 3:6     |

### Gra podwójna 3 (0–3)
| Końcowy wynik | Nr | Data             | Turniej   | Nawierzchnia  | Partnerka               | Przeciwniczki                 | Wynik finału   |
| ------------- | -- | ---------------- | --------- | ------------- | ----------------------- | ----------------------------- | -------------- |
| Finalistka    | 1. | 26 grudnia 2021  | Seul      | Twarda (hala) | Walendini Gramatikopulu | Choi Ji-hee Han Na-lae        | 4:6, 4:6       |
| Finalistka    | 2. | 7 sierpnia 2022  | Jassy     | Ceglana       | Panna Udvardy           | Darja Astachowa Andreea Roșca | 5:7, 7:5, 7–10 |
| Finalistka    | 3. | 17 września 2022 | Bukareszt | Ceglana       | Panna Udvardy           | Aliona Bolsova Andrea Gámiz   | 5:7, 3:6       |

## Wygrane turnieje rangi ITF
| turnieje z pulą nagród 100 000 $   |
| turnieje z pulą nagród 75/80 000 $ |
| turnieje z pulą nagród 50/60 000 $ |
| turnieje z pulą nagród 25 000 $    |
| turnieje z pulą nagród 15 000 $    |
| turnieje z pulą nagród 10 000 $    |

### Gra pojedyncza
|     | Data       | Turniej     | Kat. | ($)    | Naw.   | Finalistka               | Wynik            |
| 1.  | 13/09/2009 | Budapeszt   | ITF  | 10 000 | ziemna | Lucie Kriegsmannová      | 7:6, 6:2         |
| 2.  | 27/09/2009 | Telawi      | ITF  | 25 000 | ziemna | Melanie Klaffner         | 6:2, 6:4         |
| 3.  | 29/08/2010 | Vinkovci    | ITF  | 10 000 | ziemna | Zuzana Linhová           | 6:2, 6:4         |
| 4.  | 27/03/2011 | Antalya     | ITF  | 10 000 | ziemna | Garbiñe Muguruza         | 6:2, 6:1         |
| 5.  | 05/06/2011 | Preszów     | ITF  | 25 000 | ziemna | Karolína Plíšková        | 6:0, 6:3         |
| 6.  | 14/08/2011 | Stambuł     | ITF  | 10 000 | twarda | Christina Shakovets      | 6:4, 6:1         |
| 7.  | 16/10/2011 | St.Cugat    | ITF  | 25 000 | ziemna | Margalita Czachnaszwili  | 6:4, 6:2         |
| 8.  | 23/10/2011 | Sewilla     | ITF  | 25 000 | ziemna | Estrella Cabeza Candela  | 2:6, 6:3, 6:3    |
| 9.  | 13/01/2013 | Antalya     | ITF  | 10 000 | ziemna | Marrit Boonstra          | 6:1, 7:6(3)      |
| 10. | 20/01/2013 | Antalya     | ITF  | 10 000 | ziemna | Sopia Kwacabaia          | 6:0, 6:1         |
| 11. | 17/03/2013 | Madryt      | ITF  | 10 000 | ziemna | Sofija Kowalec           | 6:1, 6:0         |
| 12. | 24/03/2013 | Madryt      | ITF  | 10 000 | ziemna | Bernarda Pera            | 2:6, 6:4, 6:4    |
| 13. | 07/07/2013 | Przerów     | ITF  | 15 000 | ziemna | Jekatierina Aleksandrowa | 6:2, 7:6(4)      |
| 14. | 28/07/2013 | Palić       | ITF  | 10 000 | ziemna | Milana Špremo            | 6:0, 6:3         |
| 15. | 04/08/2013 | Bad Saulgau | ITF  | 25 000 | ziemna | Patricia Mayr-Achleitner | 7:6(4), 6:3      |
| 16. | 25/08/2013 | Praga       | ITF  | 10 000 | ziemna | Zuzana Zálabská          | 7:5, 6:1         |
| 17. | 26/10/2014 | Heraklion   | ITF  | 10 000 | twarda | Barbara Haas             | 6:4, 3:6, 7:6(6) |
| 18. | 30/11/2014 | Antalya     | ITF  | 10 000 | ziemna | Ekaterine Gorgodze       | 6:4, 6:0         |
| 19. | 12/04/2015 | Chiasso     | ITF  | 25 000 | ziemna | Alexandra Cadanțu        | 3:6, 6:3, 7:6(6) |
| 20. | 05/11/2017 | Heraklion   | ITF  | 15 000 | ziemna | Anna Bondár              | 6:0, 6:3         |
| 21. | 19/03/2018 | Heraklion   | ITF  | 15 000 | ziemna | Rosa Vicens Mas          | 6:4, 7:5         |
| 22. | 21/07/2019 | Baja        | ITF  | 25 000 | ziemna | Majar Szarif             | 6:3, 2:6, 6:2    |
| 23. | 03/10/2021 | Budapeszt   | ITF  | 25 000 | ziemna | Giulia Gatto-Monticone   | 6:1, 6:4         |
| 24. | 27/02/2022 | Antalya     | ITF  | 25 000 | ziemna | Wang Yafan               | 6:4, 6:3         |
| 25. | 04/09/2022 | Praga       | ITF  | 60 000 | ziemna | Noma Noha Akugue         | 6:3, 7:6(4)      |